# Tétroxyde de carbone
Le tétroxyde de carbone est un oxyde de carbone très instable de formule CO4. Il a été proposé comme intermédiaire dans l'échange d'oxygène entre le dioxyde de carbone (CO2) et le dioxygène (O2) à des températures élevées.